# Athos (nome)
Athos  è un nome proprio di persona italiano maschile.

## Origine e diffusione
È una ripresa ottocentesca, esclusivamente italiana, del nome di Athos, personaggio dei romanzi di Alexandre Dumas padre, apparso per la prima volta ne I tre moschettieri del 1844. Per la sua figura Dumas s'ispirò ad un moschettiere realmente esistito, Armand d'Athos (già cantato da Gatien de Courtilz de Sandras in Mémoires de M. d'Artagnan), il cui cognome fa riferimento al villaggio francese di Athos; questo, a sua volta, può forse essere ricollegato ad un antico cognome francese, Ato, combinato con il suffisso alterativo occitano -ossum.
Nel romanzo, il nome viene scambiato da alcuni personaggi con quello di Monte Athos, in Grecia, che a sua volta prende il nome da un gigante della mitologia greca, Athos, di origine preellenica.

## Onomastico
Il nome è adespota, ovvero non ha alcun santo patrono; l'onomastico può essere eventualmente festeggiato il 1º novembre, festa di Ognissanti.

## Persone

Athos Zontini

- Athos Ammannato, ufficiale e aviatore italiano
- Athos Bartolucci, politico italiano
- Athos Dianti, calciatore italiano
- Athos Fiordelli, partigiano e politico italiano
- Athos Miniati, calciatore italiano
- Athos Paganelli, cestista italiano
- Athos Panciroli, calciatore italiano
- Athōs Solōmou, calciatore cipriota
- Athos Tanzini, schermidore italiano
- Athos Valsecchi, politico italiano
- Athos Zontini, atleta, calciatore e medico italiano

## Il nome nelle arti
- Olivier Athos de Bragelonne de la Fère è uno del romanzo di Alexandre Dumas padre I tre moschettieri.
- Athos Fadigati è un personaggio del romanzo di Giorgio Bassani Gli occhiali d'oro.